# Apistobranchus typicus
Apistobranchus typicus är en ringmaskart som först beskrevs av Webster och Benedict 1887.  Apistobranchus typicus ingår i släktet Apistobranchus och familjen Apistobranchidae. Inga underarter finns listade i Catalogue of Life.